# Эбберс, Бернард
Бернард «Берни» Эбберс (англ. Bernard "Bernie" Ebbers) (27 августа 1941, Эдмонтон, Канада — 2 февраля 2020) — американский бизнесмен и преступник канадского происхождения. Эбберс — соучредитель и бывший генеральный директор телекоммуникационной компании Worldcom.
В 2005 году Эбберс был осужден за мошенничество и соучастие в преступлении в результате ложной финансовой отчетности WorldCom. Скандал WorldCom'а стал вторым, после аферы Мейдоффа, громким бухгалтерским скандалом в американской истории. Эбберс отбывал 25-летний тюремный срок в Оукдейлском Федеральном Исправительном Комплексе в Луизиане до 2019. В 2013 году Portfolio.com и CNBC признали Эбберса одним из худших генеральных директоров в американской истории. В 2009 году Time назвала Эбберса десятым самым масштабным и громким генеральным директором за всё время существования, данного типа бандитизма. 

## Ранняя жизнь
Бернард Эбберс родился в семье торговца и путешественника. В семье Эбберс был вторым из пяти детей. В детстве семья Эбберса много переезжала, и кроме Эдмонтона она жила в Калифорнии и в Нью-Мексико. Прежде чем зарегистрироваться в Колледже Миссисипи Эбберс учился в университете Альберты и Кальвин-Колледже, совмещая учёбу с работой молочником и вышибалой. Учась в Колледже Миссисипи Эбберс получает баскетбольную стипендию. Травма перед началом профессионального сезона препятствовала тому, чтобы он играл свой заключительный год в команде. Вместо игры ему поручают тренировать младшую команду университета.
В 1968 году Эбберс женился на Линде Пиготт, и после этого пара воспитывала троих дочерей. В 1997 году Эбберс подаёт документы на развод и в 1999 году женится на своей второй жене, Кристи Уэбб. Его вторая жена 16 апреля 2008 года подала документы на развод с Эбберсом.

## Образование и степени
- Бакалавр Физвоспитания в школе, среднее образование Колледжа Миссисипи (1967)
- Почетный доктор юридических наук, Колледж Миссисипи (1992)
- Докторантура Колледжа Тугалу (1998)

## Деловые успехи
Эбберс начал свою деловую карьеру управляющим сетью мотелей в Миссисипи. В 1983 году он присоединился как инвестор к недавно созданному Long Distance Discount Services Inc. (LDDS). Два года спустя он стал руководителем этой корпорации. Компания приобрела более чем 60 других независимых телекоммуникационных фирм, изменив её название на WorldCom в 1995 году. В 1996 году WorldCom приобрёл MFS Communications Inc., которая сама недавно приобрела UUNet и его опорные сети интернета. В то время эта сделка за 12 миллиардов долларов стала самым большим корпоративным приобретением в американской истории.
1 октября 1997 году Эбберс объявил о приобретении MCI Communications. Это сделка делает Эбберса популярным в прессе.
В 1999 году Эбберс объявил что WorldCom покупает компанию Sprint Nextel за более чем 115 миллиардов долларов. Эта сделка была оставлена после того, как конкурентное право США и Европы подняли возражения по сделке. Это объединение с общим спадом на телекоммуникационном рынке, привело к спаду курса акций WorldCom. Большая часть личных активов Эбберса была куплена с кредитами, которые были поддержаны его активами акций WorldCom. В результате маржинальной торговли Эбберс получает много требований обеспечить дополнительный имущественный залог за эти кредиты. Чтобы Эбберс имел продать свои акции, совет директоров WorldCom разрешает ему серию кредитов и кредитных поручительств между 2000—2002 годами.
30 апреля 2002 года WorldCom объявил об отставке Эбберса. Как часть его увольнения, кредиты Эбберса были объединены в единственный вексель за 408,2 млн долларов.

## Личные активы
На его пике в начале 1999 года личные активы Эбберса стоили приблизительно 1,4 миллиардов долларов. Его личные активы включали:
- Дуглас Лейк — самое большое ранчо Канады, площадью 500,000 акров (2,000 км²) расположенный в Британской Колумбии. Главный партнер / президент. Приобрёл в 1998 году приблизительно за 65 миллионов долларов. Продал 30 мая 2003 года Стэну Кронке.
- Анджелина Плентейшн — ферма с площадью 21,000 акров (85 км²) расположенный в Монтеррее, Луизиана. Является совладельцем со своим братом Джоном Эбберсом. Приобрёл в 1998 году.
- Джошуа Холдингс — объединённые лесные угодья Джошуа Тимберлэндса и Джошуа Тимбера площадью 540,000 акров (2,200 км²), расположенный в Миссисипи, Теннесси, Луизиане и Алабаме. Владелец 100 % акций. Приобрёл в 1999 году приблизительно за 600 миллионов долларов.
- Ферма Пайна Риджа — ферма в Миссисипи. Владелец. В 1997 году сформировал из него LLC.
- Яхты — компания BCT Holdings, владелец Межморского пехотинца и компании по производству и ремонту яхты в Джорджии. В основном владелец. «Межморской пехотинец» приобрёл в 1998 году приблизительно за 14 миллионов долларов.
- Отели — девять отелей в Миссисипи и Теннесси. Совладелец или владелец. Приобрёл в разные годы.
- Грузоперевозки — компания KLLM, грузоперевозочная фирма в Миссисипи. Является её директором. Приобрёл с партнёром в 2000 году приблизительно за 30 миллионов долларов. Его нынешний президент — Уильям Грозэ, бывший старший вице-президент корпоративного развития для компании WorldCom, где он возглавил действия слияния и приобретения компании. Грозэ служил президентом KLLM, пока она не приблизилось к банкротству под его главой.
- Спорт — хоккейная команда Джексон Бандитс выступающий в низшей лиги. Владелец 50%-ов. Приобрёл в 1999 году. Продал свою долю в сентябре 2003 года.

## После Worldcom
25 июня 2002 году WorldCom заявила о 3,85 миллиардах долларов бухгалтерских неправильных заявлениях (число в конечном счете выросло до 11 миллиардов). Это дало начало к ряду расследований и процессуальных действий, которые сосредоточились на Эбберсе, бывшем генеральном-директоре WorldCom.

## Слушание в Конгрессе
В ответ на повестку в суд Эбберс появился перед палатой Комитета по Финансовым услугам 8 июля 2002 года. На этих слушаниях Эбберс отрицал своё участие в любом преступном или мошенническом поведении. После этого заявления Эбберс отстаивал своё право пятой поправкой к Конституции США.
После его действий Эбберс находился под угрозой обвинения Конгресса. Основание этому утверждению было то, что заявление Эбберса составило свидетельство, которое нельзя было подвергнуть перекрестному допросу. Никакое обвинение в презрении никогда не регистрировалось.

## Уголовные обвинения
27 августа 2003 году генеральный прокурор штата Оклахомы Дрю Эдмондсон подал обвинение с 15 преступлениями против Эбберса. Прокурор обвинил Эбберса в том, что он нарушил законы о ценных бумагах государства, обманув инвесторов в многократных случаях между январем 2001 года и мартом 2002 года. Эти обвинения отклонили, с правом повторно подать обвинения до 20 ноября 2003 года. Соглашение продлить устав ограничений на эти обвинения, позволяла обвинителям Оклахомы время, чтобы узнать результаты федерального приговора, подписанного 30 марта 2005 года.
Федеральные власти предъявили обвинение Эбберсу с мошенничеством, с безопасностью и обвинениями в заговоре 2 марта 2004 года. Поправка к обвинению 25 мая 2004 года увеличила список обвинений к девяти уголовным преступлениям: один пункт заговора и мошенничества с ценными бумагами и семь пунктов обвинения в регистрации ложных заявлений с регуляторами ценных бумаг. Эбберс был признан виновным во всех обвинениях 15 марта 2005 года.
13 июля 2005 года федеральный судья американского Окружного суда, Южного Округа Нью-Йорка в Манхэттене Барбара Джонс приговорил Эбберса к двадцати пяти годам в федеральной тюрьме Луизианы. Эбберсу разрешили оставаться свободным в течение времени рассматривания его обращения. Его убеждение было поддержано в суде федерального округа 28 июля 2006 года. 6 сентября 2006 года председатель суда приказал, чтобы он до 26 сентября начал отбывать свой 25-летний тюремный срок. Эбберс пришел в Оукдейлское федеральное исправительное учреждение 26 сентября 2006 года. Он отбывал своё наказание как обитатель № 56022-054 из-за низкой безопасности комплекса, который, которое, как правило, использовалось как тюрьма для ненасильственных преступников и построен больше как школьное общежитие. Освобождён в 2019 году по состоянию здоровья.